# Seignosse

Seignosse este o comună în departamentul Landes din sud-vestul Franței. În 2009 avea o populație de 3.307 de locuitori.

## Evoluția populației
| An        | 1975  | 1982  | 1990  | 1999  | 2006  | 2009  |
| --------- | ----- | ----- | ----- | ----- | ----- | ----- |
| Populație | 1.003 | 1.404 | 1.630 | 2.427 | 2.779 | 3.307 |